# Żydowski autonomizm
Żydowski autonomizm – niesyjonistyczny ruch polityczny, który pojawił się w Europie Wschodniej pod koniec XIX i na początek XX wieku. Jednym z głównych jego twórców i ideologów był historyk i aktywista Szymon Dubnow, który nazwał ruch fołkizmem (od jid. fołk - lud).
Autonomiści wierzyli, że przetrwanie Żydów jako narodu zależy od ich siły duchowej i kulturowej. Z tego powodu rozwój „duchowej narodowości” był ich zdaniem możliwy tylko w ramach diaspory, ale tylko wtedy, gdy żydowskie wspólnoty będą miały prawo do samorządu i będą odrzucać asymilację. Autonomiści bardzo często podkreślali żywotność kultury opartej na języku jidysz.
Różne koncepcje autonomizmu zostały przyjęte w programach ugrupowań fołkistowskich, jak również żydowskich partii socjalistycznych, takich jak Bund. Niektóre grupy łączyły autonomizm z syjonizmem - opowiadały się za samorządem żydowskim w diasporze do czasu emigracji do siedziby narodowej w Palestynie.
Poglądy autonomistów zbliżone były do postulatów austromarksistów, którzy opowiadali się za kulturową autonomią w ramach wielonarodowej monarchii austro-węgierskiej, jak również amerykańskich kulturowych pluralistów, takich jak Randolph Bourne i Horace Kallen.
Szymon Dubnow był jednym z tysięcy Żydów zamordowanych w 1941 roku w łotewskim lesie Rumbula. Po holokauście autonomizm nie odrodził się i przestał być jednym z nurtów w żydowskiej filozofii politycznej. Żydowski autonomizm nie ma więc bezpośrednich związków z obecnym, lewicowym ruchem politycznym - autonomizmem.